# Episciences
Episciences est une plate-forme d’hébergement d'épirevues scientifiques en libre accès développée et administrée par le Centre pour la communication scientifique directe en France. Elle sert également de plate-forme technique d'examen par les pairs. 
Elle se présente sous forme de site web et est dédiée à l'émergence d'épirevues: à savoir des revues électroniques en libre accès, alimentées par les articles déposés dans les archives ouvertes telles que HAL, arXiv ou Zenodo. Depuis 2023, Episciences est aussi interconnectée avec les serveurs de preprint BioRxiv et MedRxiv. 
La plateforme permet le déroulement d'une sélection éditoriale depuis ces archives ouvertes. Une fois publié pour soumission dans une revue de la plateforme Episciences, le manuscrit est mis à jour sur l’archive ouverte utilisée pour la soumission avec les références de publication.
En avril 2024, Episciences héberge et diffuse plus de 30 revues pour plus de 6 400 articles publiés. 